# 小氣大財神
《小氣大財神》是台灣中天電視的一個綜藝節目，製作人趙家琪（中天電視節目部經理兼任）、陳安泰，主持人徐乃麟、曾國城（在節目中合稱「乃城至尊」）及助理「小天使」沈韋汝（後期加入「小惡魔」湘瑩同擔任助理主持），播映期間為2005年5月23日至2007年11月23日。每週一到週五晚間（台灣時間，以下皆同）21:00至22:00在中天娛樂台播出，每週一到週五晚間20:00至21:00在中天亞洲台播出。每集會請來三組來賓參加「激爆骰子樂」、「吹牛大王」、「財神報到賣不賣」及「至尊對決」單元。香港播映權由華娛衛視購得。
《小氣大財神》停播之後，2007年12月17日至12月18日，中天娛樂台22:00至23:00重播《小氣大財神》；2007年12月19日起，同樣由徐乃麟和曾國城主持的《無間道不道》接檔該時段，中天娛樂台改在週一至週五23:00重播《小氣大財神》。

## 昔日單元
小氣大財神開播以來，曾經進行過以下單元，現在已經是不玩的。

### 麻將999搶現金
在主持人身後的螢幕中，會顯示三張麻將牌在上面，分別是伍萬、五筒和五索，螢幕下面為海底區域。海底有廿一張蓋住的牌，裏面其中三張是皇牌，分別是「迴轉」、「指定」和「Pass」，其餘的則是正常的麻將牌。
首先，由韋汝替四組來賓搬風，由拿到東的一家先開始，從海底的廿一張牌中抽一張出來，如果選到的牌大於相同花色的數字，就代表成功，可選擇繼續抽牌或pass給下一位；反之，如果選到的牌小於相同花色的數字，就代表失敗，並pass給下一位；每人只有兩次失敗的機會，如果失敗三次就會被淘汰。抽牌後，不論抽到的牌大於或者小於該相同花色，都會替代原先在上面的同一花色的牌，但如果該種花色在上面的數字已經是9，則不會替代。
如果來賓抽到皇牌，小天使會把相應的皇牌派給該來賓，來賓可選擇繼續抽牌或pass給下一位，皇牌可以於抽到後下一輪開始使用。當下一輪輪到皇牌者的時候，該家可以選擇抽牌或使用皇牌。如果皇牌是「迴轉」，則會把遊戲進行的方向倒轉；「Pass」則會直接pass給下一位；「指定」則可以直接指定由誰人繼續抽牌。使用皇牌的人不能同時在海底抽牌，且使用後小天使就會把皇牌收回。
當有人把最後一張數字為9的牌抽掉，該家就算勝出（例如上面開了九萬九筒七索，那抽到九索的人就會勝出；又如上面開了九萬三筒九索，那抽到九筒的人就會勝出）。贏家可以參加「搶現金」的環節。
在搶現金環節中，首先會有一塊佈景版，版上寫有999這個數字，在這個數字的前後會有兩張蓋上的牌，一張是「O」，另一張是「X」；主持人會首先隨意擺放上面兩塊「X」和「O」牌，然後詢問來賓要否更換這兩塊牌的位置。當來賓確定這兩塊牌的位置後，主持人便會把放在後面的一張牌開出來，如果這張牌是「O」，表示數字為「9990」；否則如果是「X」，則表示數字為「999」，(以下為第一代)而在中間又有兩張蓋上的牌，分別寫上「+」和「-」牌，來賓從兩張牌中選一張出來，之後主持人會詢問來賓要否更換，當來賓確定不再換的時候，主持人便會把來賓所選的牌開出來，如果這張牌是「+」，表示為「加」；否則如果是「-」，則表示為「減」。開出來以後，而在下面又有十張蓋上的牌，分別寫上數字0～9，之後來賓從十張牌中選四張出來，分別放在個十百千的位子上之後，主持人會詢問來賓要否更換，當來賓確定不再換的時候，主持人便會把來賓所選的牌開出來。開出來以後，來賓就會獲得計算之後相等於版上的獎金。例如：數字後面的牌是「O」，並抽到「+」，下面又抽到1643，表示獎金為11633元(9990+1643)。(以下為第二代)而在下面又有四張蓋上的牌，分別寫上四種貨幣的符號：新台幣(NT)、日圓(￥)、港元(HK)、美金(US)。之後主持人就會把四種貨幣的牌隨意擺放在佈景版的下面，之後來賓從四張牌中選一張出來，之後主持人會詢問來賓要否更換，當來賓確定不再換的時候，主持人便會把來賓所選的牌開出來。開出來以後，來賓就會獲得相等於版上銀碼和幣值的獎金。例如：數字後面的牌是「O」，並抽到港幣，表示獎金為港幣9990元。

### 瘋狂清一色
就是玩一場「幸運骰」的遊戲。
首先把主持人和來賓分成城城隊和大乃隊，每隊一次派出一位隊員來對骰，第一次雙方都要骰五顆骰子，比比看大小，配對大小依序為：烏龍＜一對(1 pair)＜兩對(2 pairs)＜三條＜葫蘆(三條+一對)＜鐵支(四條)＜清一色(五條)，數字大小依序是1＞6＞5＞4＞3＞2，骰輸者必須再將未成配對之骰子再重骰一次，若第二次擲骰的結果加上第一次的結果仍不能大過對方即判定敗北，必須接受飲料的處罰，反之，另外一隊必須也要將未成配對之骰子再重骰一次，一樣比對方小就算敗北，比對方大就必須要讓對方在重骰未成對的骰子。   
重新擲骰的骰子可以自己決定，比如第一次骰出(2,3,5,5,5)，可以選擇重骰(2,3)，亦可只留下(5,5,5,2 or 3)，只重骰一顆骰子來賭葫蘆的機率。   
還有敗北者必須拿一杯從九宮格裡面選出來的飲料(芥茉、檸檬、苦茶等...)，然後把放入杯子裡放回九宮格內，當九宮格的空杯連成一線時，就表示遊戲結束，最後敗北的隊伍必須要將剩下的飲料全部到進杯子，並喝下。

### 誰是倒楣鬼
這是一個撲克牌比大小的遊戲，由兩位主持人和各來賓一起玩。玩法是先由莊家決定比大或比小，然後各人輪流抽兩張撲克牌貼在帽子上。過程中各人可以看到別人的牌，但不能看自己的牌。跟著各人輪流根據別人的提示猜測自己兩張牌的大小，從而把不利於己的牌抽掉。最後各人輪流開牌，輸的兩家須接受「愛的小手」懲罰。
牌的大小是A>K>Q>J>10>9>...>2。花的大小是依次為黑桃>紅心>方塊>梅花。

### 生日快樂
這是一個吹蠟蠋遊戲。玩法是在一桌子上點上二十根不同長短的蠟蠋，來賓輪流隔著一塊網吹螅蠟蠋。吹螅最多蠟蠋者為勝，可以繼續「財神報到賣不賣」及「至尊對決」。

### 財神報到賣不賣
來賓從20個並不知內容的獎品（5個大獎、15個小獎）選項中挑選其中1〜4個（由生日快樂環節的結果而定），一旦選了就不能更換，選定之後由徐乃麟開始出價，試圖將部份或全部獎品買回。來賓必須要由出價人的出價價碼、表情與對話中猜出所挑選的是大獎或小獎，進而決定選擇獎金或獎品。最大的獎品是現代休旅車一部，而主持人最高出價的價碼為新台幣120000元。另外開獎時其他獎品的名字會被設定為跟大獎開頭一樣的，讓開獎時氣氛也緊湊一番。例如大獎「任你骰支票(以來賓骰出的5顆骰子點數和來決定獎金，1點為1萬元，最高30萬元)」就會寫成「任你骰幸運支票一張」，而小獎「大骰盅」就可能是「任你骰幸運骰盅一個」，諸如此類。

## 現行單元
以下是節目現在會進行的環節。

### 誰來接招
這個單元由四組來賓及兩位主持人一起玩，輸家會被其他人用吹氣武器毆打。
首先來賓和主持人先排好，然後由小天使韋汝出題和指定由誰人開始，她的口令為「誰來接招，某某人來接招，現在講到XX」，之後被指定要開始的人要接一個跟XX有關且不相同的東西，口令為「一講到XX，我就想到YYY」，當然YYY必須跟XX有關；之後下一位便要接跟YYY有關的東西，並且不能重複之前任何講過的東西，如此類推。
當有人接了個無關的東西、重複、接得太長或不清楚、弄錯節奏，就會被其他人用吹氣武器毆打，但會有一個防護裝備給他抵擋（通常是小椅子、痰盂或草帽，以及舞龍舞獅用的獅頭）。
進行的回合數不定，直至主持人認為玩夠了就結束。

### 激爆骰子樂
就是玩一場「踩地雷」的遊戲。
這個單元由四位來賓與兩位主持人一起玩，輸家會被「愛心小手」打手掌、臀部或腳掌三下。
玩法是由莊家搖骰並把骰子點數加起來，該點數的總和就會視為「地雷」，然後由莊家開始喊叫，以骰子的個數為開始數字，輪流喊一個至三個點數（例如六顆骰子時，從6開始喊，可喊6或6、7或6、7、8），必須順數，直至其中一人喊中「地雷」的號碼為輸，輸家須接受被小手打的懲罰，並當下一盤的莊家（若莊家有加錯或記錯「地雷」號碼之情形則懲罰莊家）。在喊的過程中，只有莊家知道「地雷」的點數。除莊家以外，其他人都會有一次「迴轉」或「Pass」的機會（用「迴轉」或「Pass」的時候毋須喊數字）。
通常總共進行三個回合，骰子個數也從六個依序遞減。有時主持人會與來賓（不一定是全部來賓，也不一定是兩個主持人）進行「第四回合」的加賽，骰子個數不定，輸家則被打手掌、臀部和腳掌各一下。

### 吹牛大王
就是玩一場「大話骰」的遊戲。
有關「大話骰」的玩法請參閱大話骰。

總共進行三回合。第一回合以「搬風」決定由誰首先叫牌，首先抽到東或發的一組先叫，第二、三回合由前一回合的贏家首先叫牌，每一回合的輸家必須吃下「汝湘世家」所準備的食物（瘋狂三選一，從小天使或小惡魔準備的食物中選擇一組。通常食物有一組好吃的，另兩組難吃的，或三組都是難吃的，憑來賓的運氣選擇）。總共進行三回合，贏了兩回合的一組可以取得參加「財神報到換不換」及「至尊對決」的資格，若三回合結束後有三組來賓各贏得一回合，則進行終極加賽決定勝負。

### 財神報到換不換
來賓從二十個並不知內容的獎品（五個大獎、十五個小獎）選項中挑選其中一個，一旦選了就不能更換，選定之後由徐乃麟開始用三個獎品跟來賓交換，三次交換額用盡後主持人開始出價，試圖將獎品買回。來賓必須要由出價人的出價價碼、表情與對話中猜出所挑選的是大獎或小獎，進而決定選擇獎金或獎品。最大的獎品是現代休旅車一部，而主持人最高出價的價碼為新台幣120000元。另外開獎時其他獎品的名字會被設定為跟大獎開頭一樣的，讓開獎時氣氛也緊湊一番。例如大獎「任你骰支票」就會寫成「任你骰幸運支票一張」，而小獎「大骰盅」就可能是「任你骰幸運骰盅一個」，諸如此類。

### 至尊對決
來賓選擇徐乃麟或曾國城其中一人進行一場吹牛的對決，贏了便可獲得先前挑選的獎品或獎金。

## 節目的變遷
| 臺灣中天娛樂台 星期一至五21:00～22:00               | 臺灣中天娛樂台 星期一至五21:00～22:00                       | 臺灣中天娛樂台 星期一至五21:00～22:00        |
| --------------------------------------------------- | ----------------------------------------------------------- | -------------------------------------------- |
|                                                     | 小氣大財神 （2005年5月23日 - 2007年11月23日）               |                                              |
| —                                                   | 精彩台灣 行腳系列 （2007年12月17日－）                      |                                              |
| 星期一至五22:00～23:00                              |                                                             |                                              |
| 全民最大黨 （2007年9月10日－2007年12月14日)【註二】 | 小氣大財神 （重播，2007年12月17日－2007年12月18日）【註一】 | 無間道不道 （2007年12月19日－2008年6月27日） |

【註一】：2007年12月19日起，改在星期一至五23:00～24:00播映。

【註二】：2007年12月17日起，改為星期一至五21:00～22:00於中天綜合台播映。